# Tomorrow (serie televisiva 2022)
Tomorrow (내일?, Nae-ilLR; lett. "Domani") è una serie televisiva sudcoreana trasmessa su MBC TV dal 1º aprile al 21 maggio 2022 e tratta dall'omonimo webtoon del 2017 di Llama. Internazionalmente è distribuita da Netflix.

## Trama
Choi Joon-woong è un giovane all'inutile ricerca di un lavoro. Dopo un incidente, incontra i Cupi Mietitori Koo Ryeon e Lim Ryung-gu, che hanno il compito di prevenire i suicidi, e viene assunto dalla squadra di gestione delle crisi degli angeli della morte.

## Personaggi e interpreti
- Koo Ryeon, interpretata da Kim Hee-sun
- Choi Joon-woong, interpretato da Rowoon
- Park Joong-il, interpretato da Lee Soo-hyuk
- Kim Ryung-gu, interpretato da Yoon Ji-on
- Imperatore di Giada, interpretato da Kim Hae-sook